# Chungkingosaurus
Chungkingosaurus (nghĩa là: thằn lằn Trùng Khánh) là một chi khủng long, được Dong Zhou S. & Zhang Y. H. mô tả khoa học năm 1983.